# Christian Walton
Christian Timothy Walton, né le 9 septembre 1995 à Wadebridge, est un footballeur anglais qui évolue au poste de gardien de but à Ipswich Town.

## Biographie

### En club
Le 31 mars 2017, il est prêté à Southend United
Le 12 juillet 2017, il est prêté pour une saison à Wigan Athletic.
Le 22 juin 2018, il est prêté de nouveau à Wigan Athletic, où il devient gardien titulaire pour la saison 2018-19.
Le 23 juillet 2019, il rejoint Blackburn Rovers en prêt.
Le 19 janvier 2022, il rejoint Ipswich Town.

### En sélection
Le 11 octobre 2016, Walton joue son premier match avec l'équipe d'Angleterre espoirs, lors d'une rencontre face à la Bosnie-Herzégovine comptant pour les éliminatoires de l'Euro espoirs 2017 (victoire 5-0).

## Palmarès
- Wigan Athletic
  - Football League One (D3)
    - Champion : 2018

- Ipswich Town
  - Football League One (D3)
    - Vice-champion en 2022-23